# Trochidrobia minuta
Trochidrobia minuta là một loài động vật chân bụng thuộc họ Hydrobiidae. Đây là loài đặc hữu của Úc.